# Torre del Palau dels Barons de Finestrat
La Torre del Palau dels Barons de Finestrat és un monument arquitectònic ubicat a la vila de Benasau, a la comarca del Comtat (País Valencià). Està declarada com a Bé d'Interés Cultural.
La construcció, que data del segle xvi, forma part de la casa-palau, al centre de la localitat. És de planta quadrada, amb 5 metres de costat, que es va inclinant en la vertical segons avança l'altura, la qual arriba als 16 metres.
Està feta amb maçoneria irregular unida amb morter, tot i que les cantonades han estat reforçades amb carreus de mida uniforme i regular. En la part tocant a la casa, aquestos carreus s'interrompen a la part inferior quan es troben amb la coberta de l'edifici, la qual cosa fa pensar que tot el recinte es va aixecar en el mateix període.
La coberta és a dues aigües, mentre que els forats que exerceixen de finestres manquen d'elements decoratius. Es considera que les finestres més altes corresponen als buits originals, mentre que els de nivells inferiors han estat ampliats amb el pas del temps.